# Kerala Blasters FC
Kerala Blasters FC je indický fotbalový klub z města Kóčin. Klub vznikl v roce 2014 a působí v Indian Super League.

## Historie
V roce 2014 indická fotbalová asociace oznámila vznik nové, uzavřené, ligy Indian Super League (ISL). Jedním ze zakládajících týmů se pak stal tým Kerala Blasters FC. Hrajícím trenérem se stal anglický brankář David James. V inaugurační sezoně 2014 dosáhli v základní části na 4. místo a v následném playoff prošli do finále, kde prohráli s Atlético de Kolkata, za které v obraně nastoupil i Jakub Podaný.